# Потанин, Виктор Фёдорович

Курганская областная писательская организация: верхний ряд: М. С. Керченко, В. М. Спичкин (Огнев), В. Ф. Потанин, М. И. Шушарин, А. М. Пляхин; нижний ряд: И. П. Яган, Р. И. Бутакова, Л. Х. Андреева, Я. Т. Вохменцев, 1975 год.

Виктор Фёдорович Пота́нин (род. 14 августа 1937, Утятское, Челябинская область) — советский и российский писатель, публицист. Заслуженный работник культуры РСФСР (1978).

## Биография
Виктор Фёдорович Потанин родился 14 августа 1937 года в семье учителей в селе Утятском Утятского сельсовета Глядянского района Челябинской области, ныне село входит в Притобольный муниципальный округ Курганской области.
Семилетнюю школу окончил в с. Утятском, а затем среднюю школу № 12 в городе Кургане, был принят в члены ВЛКСМ.
В 1958 году окончил историко-филологический факультет Курганского государственного педагогического института. С 1958 года по 1967 год работал литературным сотрудником, ответственным секретарём в областной газете «Молодой ленинец». Член Союза журналистов СССР. В КПСС не состоял.
В 1959 году участвовал в работе Всесоюзного совещания молодых прозаиков в Москве (Дом творчества Малеевка). По рекомендации этого совещания в 1961 году поступил учиться в Литературный институт имени А. М. Горького при Союзе писателей СССР, окончил в 1967 году заочное отделение прозы.
В 1963 году вышел его первый сборник рассказов «Журавли прилетели». В 1966 году был принят в Союз писателей СССР. Участвовал в работе зонального семинара очеркистов в г. Челябинске и в работе Кемеровского семинара молодых писателей Урала и Западной Сибири (1966). С января 1970 по 1998 годы являлся литературным консультантом Курганской писательской организации.
В 1976 году был избран делегатом VI съезда Союза писателей СССР. Затем избирался делегатом VII и VIII съездов писателей СССР. На X съезде Союза писателей России избран членом правления Союза писателей России и членом высшего творческого совета.
Был избран депутатом Курганского областного Совета народных депутатов (председатель комиссии по культуре), членом Президиума областного отделения монголо-советской дружбы, членом Президиума Курганского областного общества книголюбов, членом редколлегии журнала «Урал», членом Приемной комиссии Союза писателей РСФСР, членом редакционно-издательского совета журнала «Современник».
В. Ф. Потанин — член Правления Союза писателей России, секретарь Союза писателей России, член Приемной коллегии Союза писателей России, член Высшего Творческого и Координационного Советов Союза писателей России.
В. Ф. Потанин — член попечительского совета, профессор и руководитель литературной студии Курганского государственного университета.
Во время предвыборной агитации на выборах в Государственную Думу 4 декабря 2011 года снялся в рекламном ролике политической партии «Единая Россия».
В июле 2019 года вошёл в состав Попечительского совета Благотворительного фонда «Чимеевская святыня». Цель фонда — восстановление сгоревшей 3 июля 2019 года церкви Казанской Божьей Матери в селе Чимеево Курганской области.
В феврале 2022 года подписал «Обращение писателей России по поводу специальной операции нашей армии в Донбассе и на территории Украины „Кто хочет жертв?“», в котором они поддерживают действия России. Опубликовано в «Литературной газете» № 8 (6822) от 23 февраля 2022 года.

## Награды и премии
- Орден «За заслуги в культуре и искусстве», 24 мая 2023 года — за вклад в развитие отечественной культуры и искусства, многолетнюю плодотворную деятельность[9]. Награду вручил 7 ноября 2023 года Губернатор Курганской области Вадим Михайлович Шумков в Курганском государственном театре драмы[10].
- Орден Почёта, 14 ноября 1998 года — за заслуги перед государством, большой вклад в укрепление дружбы и сотрудничества между народами, многолетнюю плодотворную деятельность в области культуры и искусства[11]
- Орден Дружбы, 22 января 2010 года — за заслуги в развитии отечественной культуры и искусства, многолетнюю плодотворную деятельность[12][13]
- Орден «Знак Почёта», 1987 год[14]
- Юбилейная медаль «За доблестный труд. В ознаменование 100-летия со дня рождения Владимира Ильича Ленина», 1970 год
- Заслуженный работник культуры РСФСР, 1978 год
- Благодарность Президента Российской Федерации, 3 марта 2016 года — за заслуги в развитии культуры, средств массовой информации и многолетнюю плодотворную деятельность[15]
- Почётный гражданин Курганской области, 29 января 2003 года[16][17]
- Почётный гражданин ордена Трудового Красного Знамени города Кургана, 1997 год
- Почётный гражданин Кетовского района, 2013 год[18]
- Почётный гражданин Притобольного района, 2019 год[19]
- Памятная медаль Общества советско-финской дружбы
- Медаль энциклопедии «Лучшие люди России», 2000 год
- Медаль «К 100-летию со дня рождения М. Шолохова. За гуманизм и служение России», 2004 год
- Медаль М. Ю. Лермонтова
- Медаль «Шедевры русской литературы»
- Медаль преподобного Далмата Исетского I степени, РПЦ (удостоверение № 1, 14 августа 2012)[20][21]
- Золотая медаль имени А.С. Пушкина «За выдающийся вклад в литературу»,  VIII Международный славянский литературный форум «Золотой Витязь», 15 сентября 2017 года, Иркутск[22]
- Медаль «60 лет Монгольской Народной Революции», 1982 год
- Памятная медаль «100 лет Великой Октябрьской социалистической революции» (КПРФ, 24 января 2018 года[23])
- Благодарственное письмо «За активное участие в избирательной кампании по выборам Президента Российской Федерации», 2012 год
- Премия Ленинского комсомола, 1978 год — за книги «Тихая вода», «Память расскажет», «Последние кони»
- Диплом 1-й степени от газеты «Сельская жизнь» (г. Москва), за лучший рассказ,  1982 год
- Диплом I славянского литературного форума «Золотой Витязь»
- Премия Союза писателей РСФСР, 1988 год
- Лауреат литературной премии И. А. Бунина «За лучший рассказ», 1994 год
- Лауреат журнала «Советская женщина», г. Москва, 1992 год
- Лауреат 2-й премии Всероссийского литературного конкурса имени В. М. Шукшина, за лучший короткий рассказ, 1999 год
- Лауреат Всероссийской литературной премии имени Д. Н. Мамина-Сибиряка — «За творческий вклад в современную русскую прозу и следование лучшим традициям современной реалистической литературы», 2002 год
- Лауреат премии «Имперская культура имени Эдуарда Володина», «За высокое служение литературе», 2004 год
- Лауреат Шукшинской литературной премии, за полное собрание сочинений, 22 июля 2007 года[24][25]
- Премия имени Александра Грина, 2012 год
- Большая литературная премия России, 2016 год
- Патриаршая литературная премия, 24 мая 2018 года[26][27]
- С 2007 года в городе Кургане проходят Потанинские чтения[28].
- Присвоение Курганской областной детской библиотеке имени Виктора Фёдоровича Потанина, 8 августа 2017 года[29]; с 25 сентября 2017 года — Государственное бюджетное учреждение культуры «Курганская областная детско-юношеская библиотека имени В. Ф. Потанина»[30].
- В октябре 2022 года учреждены Гранты для писателей Курганской области имени Виктора Федоровича Потанина. Размеры грантов составляют 150, 100 и 50 тысяч рублей. Вручены гранты за 2022 год[31] и за 2023 год[32].

## Сочинения
Печататься начал в районной газете в 1954 году (рассказ «Невысказанное»). 
1 мая 1954 года в глядянской районной газете «По сталинскому пути» № 36 (1815) опубликовано стихотворение «Наташкин сон», но автор вернулся к прозе. 
- Потанин В. Ф. Журавли прилетели. — Курган: газ. «Сов. Зауралье», 1963. — 74 с. — 15 000 экз.[34][35]
- Потанин В. Ф. Подари мне сизаря. — Челябинск: Южно-Уральское кн. изд., 1966. — 81 с. — (Б-чка короткой повести и рассказа). — 15 000 экз.[36]
- Потанин В. Ф. Наследник солдата [О механизаторе колхоза «Прогресс» Саше Матросове]. — М.: Сов. Россия, 1967. — 48 с. — 100 000 экз.[37]
- Потанин В. Ф. Туман на снегу / Илл. А. М. Смирнов. — Челябинск: Южн.-Урал. кн. изд., 1968. — 122 с. — 15 000 экз.[38]
- Потанин В. Ф. Шальная весна / Илл. И. Г. Снегур. — М.: Сов. Россия, 1969. — 191 с. — 50 000 экз.[39]
- Потанин В. Ф. Пристань / Илл. С.А. Остров. — Челябинск: Южн.-Урал. кн. изд., 1970. — 136 с. — 65 000 экз.[40]
- Потанин В. Ф. Ради этой минуты. — Новосибирск: Зап.-Сиб. кн. изд-во, 1971. — 190 с. — (Молодая проза Сибири). — 100 000 экз.[41]
- Потанин В. Ф. Слышит земля. — М.: Сов. Россия, 1971. — 64 с. — 75 000 экз.[42]
- Потанин В. Ф. Над зыбкой / Ил. А. Р. Туманов. — Челябинск: Юж.-Уральск. кн. изд-во, 1972. — 134 с. — 15 000 экз.[43]
- Потанин В.Ф. Ожидание моря. — М.: Современник, 1973. — 222 с. — 30 000 экз.[44]
- Потанин В. Ф. До будущей осени. — Челябинск: Юж.-Уральск. кн. изд-во, 1974. — 302 с.[45]
- Потанин В. Ф. Память расскажет. — М.: Сов. Россия, 1975. — 93 с. — 30 000 экз.[46]
- Потанин В. Ф. Тихая вода / Худож. Б. Попов. — М.: Современник, 1976. — 383 с. — 200 000 экз.[47]
- Потанин В. Ф. Последние кони / Худож. А. М. Смирнов. — Челябинск: Юж.-Урал. кн. изд-во, 1977. — 181 с. — 15 000 экз.[48]
- Потанин В. Ф. Когда прошли дожди. — М.: Сов. Россия, 1978. — 252 с. — 100 000 экз.[49]
- Потанин В. Ф. Сельские монологи / Худож. В. Борисов. — М.: Мол. гвардия, 1979. — 479 с. — 100 000 экз.[50]
- Потанин В. Ф. Поздний гость. — Челябинск: Юж.-Урал. кн. изд-во, 1980. — 240 с. — 30 000 экз.[51]
- Потанин В. Ф. Пристань / Авт. послесл. Н. Кузин. — Свердловск: Сред.-Урал. кн. изд-во, 1980. — 415 с. — (Урал. б-ка). — 100 000 экз.[52]
- Потанин В. Ф. Избранное / Послесл. Н. Яновского; Худож. И. Кошкарев. — М.: Мол. гвардия, 1982. — 510 с. — 100 000 экз.[53]
- Потанин В. Ф. Иван Иванович / Худож. И. Малинковский. — М.: Малыш, 1983. — 38 с. — 150 000 экз.[54]
- Потанин В. Ф. На вечерней заре / Худож. Н. М. Смирнов. — Челябинск: Юж.-Урал. кн. изд-во, 1984. — 284 с. — 30 000 экз.[55]
- Потанин В. Ф. Поезда не возвращаются / Худож. А. Матрешин. — М.: Сов. Россия, 1985. — 333 с. — 100 000 экз.[56]
- Потанин В. Ф. Пристань // Роман-газета. — М.: Худож. лит., 1986. — № 21 (1051). — С. 64. — ISSN 0131-6044.[57]
- Потанин В.Ф. Белые кони / Рис. К. Безбородова. — М.: Дет. лит., 1986. — 109 с. — 100 000 экз.[58]
- Потанин В. Ф. На обрыве / Худож. К. Авдеев. — М.: Современник, 1986. — 349 с. — 100 000 экз.[59]
- Потанин В. Ф. Октябрь в моей судьбе. — Челябинск: Юж.-Урал. кн. изд-во, 1987. — 286 с. — 3000 экз.[60]
- Потанин В. Ф. Провинциальный человек. — Челябинск: Юж.-Урал. кн. изд-во, 1987. — 381 с. — 30 000 экз.[61]
- Потанин В. Ф. Где солнышко спит? / Худож. И. Глазов. — М.: Малыш, 1987. — 16 с. — 200 000 экз.[62]
- Потанин В. Ф. На чужой стороне / Худож. Г. Валетов. — М.: Дет. лит., 1988. — 334 с. — 100 000 экз. — ISBN 5-08-001336-2.[63]
- Потанин В. Ф. Письма к сыну / Худож. В. Конопкин. — М.: Мол. гвардия, 1989. — 284 с. — 100 000 экз. — ISBN 5-235-00446-9.[64]
- Потанин В. Ф. Голубая жемчужина / Худож. С.А. Соколов. — М.: Современник, 1989. — 479 с. — 100 000 экз. — ISBN 5-270-00343-0.[65]
- Потанин В. Ф. На чужой стороне / Худож. А. Дудин. — М.: Дет. лит., 1991. — 142 с. — 100 000 экз. — ISBN 5-08-001579-9.[66]
- Потанин В. Ф. Плакала кукушка / Худож. П. Сальников. — М.: Сов. писатель, 1992. — 445 с. — 15 000 экз. — ISBN 5-265-01793-3.[67]
- Потанин В. Ф. Танцуем без перерыва. — Курган: Зауралье, 1995. — 538 с. — 5000 экз. — ISBN 5-87247-079-7.[68]
- Потанин В. Ф. Украденная жизнь. — Курган: Зауралье, 2000. — 478 с. — ISBN 5-87247-173-4.
- Потанин В. Ф. Мой муж был летчик-испытатель // Роман-газета. — М., 2000. — № 24 (1390). — ISSN 0131-6044.
- Потанин В. Ф. Золотой ковчег. — Курган: Зауралье, 2005. — 269 с. — ISBN 5-87247-406-7.
- Потанин В. Ф. Золотой ковчег // Роман-газета. — М., 2007. — № 8 (1542). — С. 96. — ISSN 0131-6044.
- Потанин В. Ф. Собрание сочинений : в 5 томах. — Курган: Зауралье, 2007. — ISBN 5-87247-444-X.
  - Потанин В. Ф. Собрание сочинений : в 5 томах. — Курган: Зауралье, 2007. — Т. 1. — 375 с. — ISBN 5-87247-442-3.
  - Потанин В. Ф. Собрание сочинений : в 5 томах. — Курган: Зауралье, 2007. — Т. 2. — 332 с. — ISBN 5-87247-444-X.
  - Потанин В. Ф. Собрание сочинений : в 5 томах. — Курган: Зауралье, 2007. — Т. 3. — 303 с. — ISBN 5-87247-450-4.
  - Потанин В. Ф. Собрание сочинений : в 5 томах. — Курган: Зауралье, 2007. — Т. 4. — 323 с. — ISBN 978-5-87247-454-8.
  - Потанин В. Ф. Собрание сочинений : в 5 томах. — Курган: Зауралье, 2007. — Т. 5. — 335 с. — ISBN 978-5-87247-456-2.
- Потанин В. Ф. Доченька // Роман-газета. — М., 2012. — № 17 (1671). — С. 112. — ISSN 0131-6044.
- Потанин В. Ф. Последние дни лета. — Куртамыш: Куртамышская тип., 2012. — 483 с. — ISBN 978-5-98271-186-1.
- Потанин В. Ф. Ангел мой. — Куртамыш: Куртамышская тип., 2015. — 241 с. — 160 экз. — ISBN 978-5-98271-230-1.
- Потанин В. Ф. И час настал…. — Курган: Курганская гор. тип., 2017. — 415 с. — 500 экз. — ISBN 978-5-906602-25-1.
- Потанин В. Ф. Белые кони / Художник А.Б. Кочарин; предисловие А.Г. Сидоровой. — Курган: Курганская городская типография, 2019. — 94 с. — 1000 экз. — ISBN 978-5-906602-32-9.

В сборниках прозы
- Молодые мы. — М.: Мол. гвардия, 1966. — 303 с. — 65 000 экз.[69]
- Сибирский рассказ / Сост. Е. Городецкий. — Новосибирск: Зап.-Сиб. кн. изд-во, 1975. — С. 432. — 10 000 экз.
- Северный ветер / Сост. М. Кленова. — Челябинск: Юж.-Уральск. кн. изд-во, 1979. — 359 с. — 15 000 экз.[70]
- Молодая проза Сибири / Сост. и авт. вступит. статьи А. Лиханов. — Новосибирск: Зап.-Сиб. кн. изд-во, 1980. — Т. 1. — 608 с. — 100 000 экз.[71]
- Четыре повести / Сост. Г. Скобликов. — Челябинск: Юж.-Урал. кн. изд-во, 1981. — 526 с. — 30 000 экз.[72]
- О братьях наших меньших / Сост. А. Комиссаровой, И. Курамжиной. — М.: Мол. гвардия, 1983. — 495 с. — 200 000 экз.
- Характер — советский / Сост. Н. Машовца. — М.: Мол. гвардия, 1984. — 479 с. — (Б-ка юношества). — 300 000 экз.
- Сибирский рассказ. Вып. 4 / Сост. Е. Городецкий. — Новосибирск: Кн. изд-во, 1986. — С. 431. — 50 000 экз.

Многие рассказы переведены на все основные европейские языки. Общий тираж составляет около 7 млн экз.

### Экранизация
- Живой срез, «Мосфильм» при участии «Беларусьфильм», 1978 год, премьера — июнь 1980 года, режиссёр Валерий Павлович Рыбарев (по мотивам рассказа «Белые яблони»)[73].

## Семья
- Отец — Фёдор Степанович Потанин (1910—1941), учитель, служил в 97-м Черновицком погранотряде, погиб во время Великой Отечественной войны[74].
- Мать — Анна Тимофеевна Потанина, учитель русского языка и литературы в Утятской семилетней школе[75], заслуженный учитель школы РСФСР.
  - Дед — Тимофей Иванович Селиванов, старообрядец, жил в селе Каргаполье, расстрелян карательным отрядом ЧК в 1921 году.
  - Бабушка — Екатерина Егоровна.
- Жена — Людмила Александровна Потанина, преподаватель Курганского училища культуры.
- Дочь — Екатерина Викторовна Коробова, работает на кафедре литературы Курганского государственного университета.
- Сын — Фёдор Викторович Потанин, юрист, работает в комитете по градостроительству г. Курган.